# Rivulus insulaepinorum
Rivulus insulaepinorum är en fiskart som beskrevs av De la Cruz och Dubitsky, 1976. Rivulus insulaepinorum ingår i släktet Rivulus och familjen Rivulidae. Inga underarter finns listade i Catalogue of Life.